# Лариса Кристина Сузуки
Лариса Кристина Сузуки, позната и као Лара Сузуки, бразилско-италијанско-британска је информатичарка, лиценцирана инжењерка, проналазач, академик и предузетница, а такође је и пијанисткиња и виолинисткиња. Чланица је Организације за инжењерство и технологију, као и Краљевског друштва уметности.  
Сузуки ради у Гуглу, где руководи одељењем за податке и вештачку интелигенцију за Уједињено Краљевство (које се бави вештачком интелигенцијом, машинским учењем, аналитиком података и управљањем подацима), а ангажована је и на Међупланетарном интернету са агенцијом NASA и Гугл Облаком, под надзором Винта Серфа. Своју академску каријеру Сузуки гради као почасна ванредна професорка информатике на Универзитетском колеџу у Лондону. Истовремено је ванредна професорка менаџмента на Универзитету у Квебеку, а на Универзитету у Оксфорду је гостујући предавач. На Универзитету Харвард Сузуки држи онлајн HarvardX курс на MLOps-у за TinyML. 
Лара је неуродивергентна особа и дијагностикован јој је поремећај аутистичног спектра, као и поремећај пажње. Од 2003. године ради на повећању инклузије осетљивих социјалних група у области инжењерства и технологије.   

## Детињство и школовање
Сузуки је рођена у Рибеирао Прету, у Сао Паулу, од оца инжењера и мајке професорке. Са 15 година уписала се на универзитет Universidade de Ribeirao Preto, на ком је отпочела своју музичку каријеру. Након годину дана је напустила овај универзитет и пребацила се на студије информатике. Бразилско компјутерско друштво ју је прогласило за  студента генерације. Такође је започела постдипломске студије из електротехнике на Универзитету Сао Пауло, у граду Сао Карлос. У завршном раду писала је о стварању нових технологија за рано откривање рака дојке код жена свих узраста и тиме утрла пут ка смањењу изложености зрачењу пацијената за 20% - 30%. Докторску тезу из информатике одбранила је 2015. године, на Универзитетском колеџу у Лондону у заједничком програму са пословном школом Imperial College и универзитетом MIT, за истраживање о паметним градовима под менторством Ентонија Финкелштајна.

## Каријера
Сузуки је тренутно запослена у Гуглу као директор Сектора за обраду података (који се бави вештачком интелигенцијом, машинским учењем, аналитиком података и управљањем подацима). Гуглов је стручњак за етику принципа вештачке интелигенције, а ради и на Међупланетарном интернету на Гугл Облаку са Винтом Серфом и агенцијом NASA, инжењерима из Јапанске агенције за аерокосмичко истраживање и инжењерима из Европске свемирске агенције. Била је део тима који је остварио историјски подвиг спајања Облака са временски толерантном мрежом. Своју академску каријеру Сузуки гради као почасна ванредна професорка информатике на Универзитетском колеџу у Лондону. Претходно је била директор менаџмента производа у Ораклу, а била је запослена и у компанији Аруп, Скупштини града Лондона и компанији IBM. 
Ларисина докторска дисертација омогућила је развој инфраструктуре података за стварање паметних градова, а осмислила је и стратегију класификовања база података за подручје Лондона; њен рад је коришћен у дизајнирању градских платформи за више од 40 европских градова.  
Основала је Друштво инжењерки на Универзитетском колеџу у Лондону 2012. године, када је постала и један од оснивача лондонског огранка Института Anita Borg. Председава Технолошким лондонским адвокатским друштвом за паметне градове, рецензент је за признања и награде Краљевске инжењерске академије и Института за инжењерство и технологију, као и судија испред Удружења за компјутерске системе на Глобалном такмичењу студената у истраживању. Сузуки је члан Савета краљице Елизабете за награду у области инжењерства и Комитета за проналажење и номиновање кандидата за ту награду.  

## Признања и награде
Сузуки је члан Института за инжењерство и технологију и Краљевског друштва уметности. Удружење Engineering Talent Awards јој је 2021. године доделило награду за инжењера године, у сарадњи са Краљевским инжењерским друштвом и уз спонзорство комапније McLaren Racing. Поред тога, Краљевско инжењерско друштво јој је доделило награду  Rooke 2021, за рад на промоцији инжењерства и за развој међупланетарног интернета и паметних градова. Исте године добила је и награду Inspiring Fifty и била представљена у новинама Financial Тimes. Она је почасни грађанин Лондона и има статус Freeman у компанији Worshipful Company of Engineers. Добила је стипендију Google Anita Borg 2012. године (сада познату као стипендијa Women Techmakers). Остале запажене награде су: Twenty in Data 2020, награда за инжењера године за младе жене 2017. године (коју додљује Женско инжењерско друштво); прималац је стипендије Romberg Grant (фондације Heidelberg Laureate); била је део програма 100 Next Generation of Women Leaders компаније McKinsey; добила је почасну студентску стипендију за докторске студије 2013. године (од комапније Интел) и награду за архитектуру и инжењерство Британске федерације матуранткиња 2013. године. Комплетна листа награда др Сузуки доступна је на њеној веб-страници.